# 夜遊びジェームス
夜遊びジェームス（よあそびじぇーむす）は、茨城放送のラジオ番組である。

## 概要
2018年7月2日放送開始。
ジェームス英樹にとっては2017年12月に終了した「ジェームス英樹のRadio Days」以来、半年ぶりの茨城放送でのレギュラー番組である。
番組名にちなみ、メッセージテーマのお題の後ろには必ず「夜遊び」が付き、リスナーから寄せられたテーマに関するメッセージが読まれるが、20時40分頃を過ぎると18禁の内容が読み上げられる。
20時20分頃からのお酒の遊園地イシカワによるインフォマーシャルコーナー、「お酒の遊園地で乾杯」ではお酒にまつわる豆知識や商品紹介、同社主催のイベント告知がある。

## 使用曲
- オープニング曲 - 『ブルー・ライト・ヨコハマ』（いしだあゆみ）
- エンディング曲 - 『恋のしずく』（伊東ゆかり）

## 備考
- 2019年7月1日の放送は、ジェームスの都合により収録放送となった[2]